# Поуздрани
Поуздрани (чеш. Pouzdřany) је насељено мјесто са административним статусом сеоске општине (чеш. obec) у округу Брецлав, у Јужноморавском крају, Чешка Република.

## Географија
Поуздрани се налазе у историјској покрајини Моравској. Насеље је удаљено око 40 км јужно од града Брна. Поред насеља протиче ријека Свратка, која се улива у оближње вјештачко језеро Вјестоњице.

## Становништво
Према подацима о броју становника из 2014. године насеље је имало 762 становника.

## Галерија
- Поуздрани
- Црква светог Николе
- Вински подруми
- Сеоска кућа у ренесансном стилу